# Abanete
Abanete (em hebraico: avənēṭ; em grego clássico: abanēth) ou abanés (provavelmente derivado da pronúncia asquenaz) é um cinto de linho branco bordado que o sumo-sacerdote usava durante o culto hebraico.